# ارنستس گولبیس
ارنستس گولبیس (به لتونیایی: Ernests Gulbis) (زاده ۳۰ اوت ۱۹۸۸ - ریگا) تنیس‌باز اهل کشور لتونی است.
گولبیس در مسابقات بین‌المللی مهمی شرکت کرده است که می‌توان به صعود وی به مرحله یک چهارم نهایی مسابقات تنیس آزاد فرانسه در سال ۲۰۰۸ اشاره کرد، بهترین رتبه وی در رتبه‌بندی جهانی تنیس ۲۱ (۷ فوریه ۲۰۱۱) بوده است.